# Ostikanat Arminiya

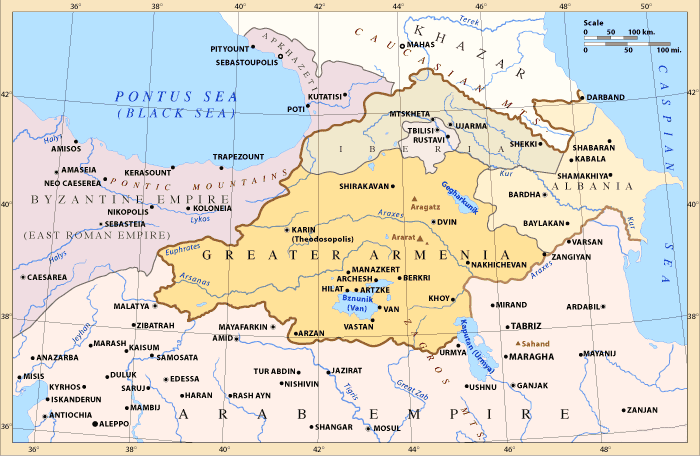
Arminiya ca. 750–885.

Ostikanat Arminiya (al-Arminiya arabisch الارمينيا; kurz: Arminiya armenisch Արմինիա ոստիկանություն, Arminia vostikanut'yun, oder Emirat Arminia arabisch إمارة أرمينيا, imārat Arminiya) war die politische und geographische Bezeichnung, die von den Muslimischen Arabern für die Gebiete von Großarmenien (Մեծ Հայք Mets Hayk), Iberien (იბერია) und Albania (Աղուանք) verwendet wurde, nachdem diese Gebiete im 7. Jahrhundert von den Umayyaden erobert worden waren. Zunächst setzten die Kalifen einen Armenier als Fürsten ein und ließen die Provinz Arminiya im Austausch für Tribute und Loyalität in Kriegszeiten gewähren. Kalif Abd al-Malik ibn Marwan erzwang jedoch bald eine direkte arabische Herrschaft und setzte einen Ostikan ein mit dem Regierungssitz  in Dvin.

## Geschichte

### Anfangszeit
Die erste arabische Expedition erreichte Arminiya um 639 AD. Dvin wurde erobert und am 6. Oktober 640 geplündert. Der Bischof Sebeos schrieb 641, die Araber hätten die Stadt „Tovin“ (Dvin) im Sturm erobert und 12.000 Armenier getötet und 35.000 als Gefangene genommen. Eine dritte Invasion ereignete sich 642–643 und eine vierte 650, in der auch einige Gebiete nördlich des Vansees erobert wurden.
Arminiya blieb jedoch offiziell unter byzantinischer Herrschaft bis 653/654, als Theodoros Rshtuni freiwillig arabische Hoheit anerkannte und dafür als selbstständiger Fürst von Arminiya bestätigt wurde. Im Zuge dieser Übereinkunft wurde Arminiya als autonomer Staat tributpflichtig und musste 15.000 Mann jährlich für die arabische Armee stellen. Mit arabischer Unterstützung warf Rhstuni byzantinische Angriffe zurück; aber arabische Truppen eroberten 655 Theodosiopolis und unterstrichen ihre Macht, indem sie Rhstuni nach Damaskus ins Exil führten, wo er 656 verstarb, und indem sie seinen Rivalen Hamazasp Mamikonjan zum Fürsten ernannten.
Durch den Ausbruch des Ersten Muslimischen Bürgerkriegs 657 zogen die arabischen Truppen wieder nach Syrien ab und die Byzantiner sicherten erneut ihre Macht über das Land mit Hilfe von Mamikonjan.
661 jedoch forderte Muʿāwiya I., der als Sieger aus den Kämpfen hervorgegangen war, die armenischen Fürsten auf, sich erneut seiner Herrschaft zu unterstellen und Tribut zu zahlen. Um einen erneuten Krieg zu verhindern, folgten die Fürsten dem Befehl. Die Tributforderungen hatten tatsächlich einen positiven Effekt auf die armenische Wirtschaft und Gesellschaft. In Dvin wurden Münzen geprägt. Die Armenier waren gezwungen, Überschüsse zu produzieren, und stellten Handelswaren her. Ein starkes Stadtleben entwickelte sich in Kaukasien.

### Direkte Muslimische Herrschaft
In der zweiten Hälfte des 7. Jahrhunderts waren die arabische Präsenz und Kontrolle in Arminiya nur minimal. Es galt als erobertes Land, behielt aber de facto seine Autonomie, die durch den Vertrag geregelt wurde, den Rhstuni und Mu'awiyah 654 unterzeichnet hatten. Die armenischen Fürsten waren nur relativ geringen Steuern unterworfen und mussten nach Bedarf Soldaten stellen, für die sie auch finanziell aufkommen mussten durch eine jährliche Unterhaltszahlung von 100.000 Dirham. Im Gegenzug wurden keine arabische Garnison oder Beamte im Gebiet von Arminiya eingesetzt und es wurde sogar Unterstützung durch die Araber zugesagt, falls die Byzantiner angreifen sollten. Die Situation änderte sich jedoch unter der Herrschaft von Kalif Abd al-Malik (~ 685–705). Ab 700 unterwarf der Bruder des Kalifen und Gouverneur von Adharbayjan (dem heutigen Iranischen Aserbaidschan), Muhammad ibn Marwan, das Land in einer Reihe von Kriegszügen. Die Armenier revoltierten 703 und erhielten dazu byzantinische Unterstützung, aber Muhammad ibn Marwan besiegte sie und machte die Niederlage komplett, indem er die rebellischen Fürsten 705 hinrichten ließ. Armenien wurde zusammen mit den Fürstentümern Albania und Iberia (dem heutigen Georgien) zu einer großen Provinz zusammengefasst unter dem Namen al-Arminiya (الارمينيا) mit der Hauptstadt in Dvin (Arabisch: Dabil). Die Araber bauten die Stadt wieder auf und setzten dort den Gouverneur (ostikan) ein. Außerdem legten sie eine Arabische Garnison in die Stadt. Im weiteren Verlauf der Umayyaden-Zeit war Arminiya im Großen und Ganzen zusammen mit Adharbayjan und Dschazīra Teil einer einzigen Super-Provinz.
Arminiya wurde von einem Emir oder Wālī regiert, der seinen Sitz in Dvin hatte. Seine Rolle war jedoch auf Verteidigung und die Einziehung der Steuern beschränkt: das Land wurde weitgehend von den lokalen Fürsten verwaltet, den nakharar. Die Provinz (Emirat Armenia – al-Arminiya) war formell in vier Regionen eingeteilt: Arminiya I (Kaukasus-Albania), Arminiya II (Kaukasus-Iberia), Arminiya III (das Gebiet um den Aras), Arminiya IV (Taron, Տարոն, Ταρών, Taraunitis). Der lokale Adel wurde angeführt, wie bereits in der Sassanidenzeit, durch einen Ishkhan, ein Titel der sich im 9. Jahrhundert, möglicherweise mit Bagrat II. Bagratuni zum Titel des „Fürst der Fürsten“ beziehungsweise „Vorsitzenden Fürsten“ (ishkhan ishkhanats′) weiterentwickelte. In der Funktion als Sprecher der anderen Fürsten war der ishkhan dem Arabischen Gouverneur verpflichtet und verantwortlich für die Ablieferung der Steuern und die Aushebung der Armeekontingente, wenn sie angefordert wurden.
Eine Zählung von Arminiya wurde um 725 unternommen und daraufhin eine starke Erhöhung der Steuern durchgeführt, da das Kalifat zunehmend mehr Gelder für seine Militäraktionen an unterschiedlichen Fronten benötigte. Die Armenier beteiligten sich mit Truppen an den schweren Kämpfen der Araber–Khazarern-Krieg in den 720ern und 730ern. Daraufhin ernannte 732 der Gouverneur Marwan ibn Muhammad (der zukünftige Kalif Marwan II.) Ashot III. Bagratuni zum Ishkhan Ishkhanats′, wodurch das Land im Großen und Ganzen seine Autonomie innerhalb des Kalifats wiedererlangte.

### Abbasidenzeit bis 884
Mit der Gründung des Abbasiden-Kalifats nach dem Abbasiden-Aufstand entwickelten sich zahlreiche Repressionen: Ya'qub ibn al-Layth al-Saffar, der Emir der Saffariden-Dynastie unterdrückte die armenische Rebellion von 747–750 mit großer Brutalität. Danach hob Kalif al-Mansur die Privilegien auf und beendete die Unterhaltszahlungen für die verschiedenen armenischen Fürsten (nakharars). Außerdem setzte er eine höhere Besteuerung durch, was 774 jedoch zu einer erneuten Rebellion führte. Die Rebellion wurde durch die Schlacht von Bagrevand im April 775 unterdrückt. Das Scheitern der Rebellion führte beinahe zur Ausrottung, zur Verdammung zur Bedeutungslosigkeit, beziehungsweise zur Exilierung der prominentesten Familien der nakharar nach Byzantium. Die bekannteste davon sind die Mamikonjan. In der Folge festigte das Kalifat seine Macht in den transkaukasischen Provinzen: der Adel des benachbarten Iberia wurde in the 780ern ebenfalls dezimiert und ein Prozess der Besiedlung durch Araber begann, wodurch bis zur Mitte des 9. Jahrhunderts eine Islamisierung von Albania abgeschlossen wurde, während Iberia und ein großer Teil des Unterlands von Armenia unter die Kontrolle einer Reihe von arabischen Emiraten kam. Zu gleicher Zeit wurde das Machtvakuum, das durch die Auslöschung vieler Clans der nakharar entstanden war, aufgefüllt durch zwei andere große Clans, die Arzruni im Süden (Vaspurakan) und die Bagratuni im Norden.
Trotz verschiedener Aufstände blieb das Emirat von Arminiya bis 884 bestehen, bis der Bagratuni Aschot I., der die Kontrolle über den größten Teil seines Gebiets erkämpfen konnte, sich selbst zum „König der Armenier“ ernannte. Er erhielt 885 die Anerkennung von Kalif Al-Mu'tamid und 886 vom byzantinischen Kaiser Basileios I. (Makedonische Dynastie).
Aschot konnte seine Macht rasch ausbauen. Durch familiäre Verbindungen mit den beiden anderen wichtigen Fürstenfamilien, den Arzruni und den Siuni (Սյունիներ) und eine sorgfältige Politik gegenüber den Abbasiden und den arabischen Emiren von Arminiya konnte er bis in die 860er ein eigenständiges Königtum sichern, wenn auch noch nicht nach dem Titel.

## Arabische Gouverneure von Armenia
Unter den Kalifen ʿUthmān ibn ʿAffān (~ 644–656) und Ali (~ 656–661), sowie unter den frühen Umayyaden sind folgende Gouverneure bekannt:
- Hudaifa ibn al-Yaman
- al-Mughira ibn Shu'ba
- al-Qasim ibn Rabi'a ibn Umayya ibn Abi's al-Thaqafi
- Habib ibn Maslama al-Fihri
- al-Aschʿath ibn Qais al-Kindi (ca. 657)
- Muhallab ibn Abi Sufra (ca. 686)

### Emirs (Ostikans)
Ab 695 war der arabische Gouverneur (ostikan) in Dvin:
- Muhammad ibn Marwan (~ 695–705), vertreten durch die Stellvertreter:
  - Uthman ibn al-Walid ibn 'Uqba ibn Aban Abi Mu 'ayt
  - Abdallah ibn Hatim al-Bahili
- Abd al-Aziz ibn Hatim al-Bahili (706–709)
- Maslama ibn Abd al-Malik (709–721)
- al-Djarrah ibn Abdallah al-Hakami (721–725; أبو عقبة الجراح بن عبد الله الحكمي)
- Maslamah ibn Abd al-Malik (725–729)
- al-Djarrah ibn Abdallah al-Hakami (729–730)
- Maslamah ibn Abd al-Malik (730–732)
- Marwan ibn Muhammad (732–733)
- Sa'id ibn Amr al-Harashi (733–735; ‎سعيد بن عمرو الحرشي)
- Marwan ibn Muhammad (735–744)
- Ishaq ibn Muslim al-Uqayli (744–750)
- Abu Ja'far Abdallah ibn Muhammad (750–753)
- Yazid ibn Asid ibn Zafir al-Sulami (753–755; يزيد بن أسيد السلمي)
- Sulayman (Armenien) (755–?)
- Salih ben Subai al-Kindi (~ 767)
- Bakkar ibn Muslim al-Uqayli (~ 769–770)
- Al-Hasan ibn Qahtaba ibn Shabib al-Ta'i (770/771–773/774; الحَسَن بن قَحْطَبَة بن شبيب الطائي)
- Yazid ibn Asid ibn Zafir al-Sulami (773/774–778)
- Uthman ibn 'Umara ibn Khuraym (778–785)
- Khuzayma ibn Khazim (785–786)
- Yusuf ibn Rashid al-Sulami (786–787)
- Yazid ibn Mazyad al-Shaybani (787–788; يزيد بن مزيد الشيباني)
- Abd al-Qadir (788)
- Sulayman ibn Yazid (788–799)
- Yazid ibn Mazyad al-Shaybani (799–801)
- Asad ibn Yazid al-Shaybani (801–802)
- Muhammad ibn Yazid al-Shaybani (802–803)
- Khuzayma ibn Khazim (803–?)
- Asad ibn Yazid al-Shaybani (c. 810)
- Ishaq ibn Sulayman (c. 813)
- Khalid ibn Yazid ibn Mazyad al-Shaybani (813–?) (828–832), (841), (~ 842–844; خالد بن يزيد الشيباني)
- Muhammad ibn Khalid al-Shaybani (~ 842/844–?; محمد بن خالد بن يزيد الشيباني)
- Abu Sa'id Muhammad al-Marwazi (849–851)
- Yusuf ibn Abi Sa'id al-Marwazi (851–852; يوسف بن محمد بن يوسف المروزي)
- Bugha al-Kabir (852–855; بوقا الكبير)
- Muhammad ibn Khalid al-Shaybani (857–862)
- Ali ibn Yahya al-Armani (862–863; علي بن يحيى الأرمني)
- Al-Abbas Ibn al-Mustain (863–865)
- Abdallah Ibn al-Mutazz (866–867; عبد الله بن المعتز)
- Abi'l-Saj Devdad (867–870)
- Isa ibn al-Shaykh al-Shaybani (870–875, nominell bis 882/3)
- Dschaafar al-Mufavvid (875–878)
- Muhammad ibn Khalid al-Shaybani (878)

## Ishkhan Ishkhanats′
Als „Fürst der Fürsten“ beziehungsweise „Vorsitzender Fürst“ (Ishkhan Ishkhanats′) herrschte:
- Mschesch II. Gnunin Մժեժ Բ Գնունի, 628–635

- David Saharuni Դավիթ Սահառունի, 635–638
- Theodoros Rshtuni Թէոդորոս Ռշտունի, 638–645
- Varaztirots II. Bagratuni Վարազ Տիրոց Բ Բագրատունի, 645
- Theodoros Rshtuni, 645–653, 654–655
- Mushegh II. Mamikonian Մուշէղ Բ Մամիկոնեան, 654
- Hamasasp II. Mamikonjan Համազասպ Բ Մամիկոնեան, 655–658
- Grigor I. Mamikonjan Գրիգոր Ա Մամիկոնեան, 662–684/85
- Aschot II. Bagratuni Աշոտ Բ Բագրատունի, 686–690
- Nerses Kamsarakan Ներսէս Կամսարական, 689–691
- Sembat VI. Bagratuni Սմբատ Զ Բագրատունի, 691–711
- Aschot III. Bagratuni Աշոտ Գ Բագրատունի, 732–748
- Grigor II. Mamikonjan Գրիգոր Բ Մամիկոնեան, 748–750
- Sahak VII. Bagratuni Սահակ Է Բագրատունի, 755–761
- Sembat VII. Bagratuni Սմբատ Է Բագրատունի, 761–775
- Aschot IV. Bagratuni Աշոտ Դ Բագրատունի, 806–826
- Bagrat II. Bagratuni Բագրատ Բ Բագրատունի, 830–851
- Aschot V. Bagratuni Աշոտ Ա Հայոց Արքայ, Աշոտ Ե իշխան Հայոց, 862–884